# Ligne principale Uetsu
La ligne principale Uetsu (羽越本線, Uetsu-honsen) est une ligne ferroviaire du réseau JR East au Japon. Elle relie la gare de Niitsu dans la préfecture de Niigata à la gare d'Akita dans la préfecture d'Akita.
La ligne suit en grande partie la côte de la mer du Japon et comporte de nombreux tronçons à voie unique.

## Histoire
La ligne a ouvert par tronçon entre 1912 et 1924. L'électrification de la ligne date de 1972.
Le train rapide Kirakira Uetsu a circulé de 2001 à 2019. Le train touristique Kairi est mis en service en 2019.

## Caractéristiques

### Ligne
- longueur : 274,4 km
- écartement des voies : 1 067 mm
- électrification : 
  - 1 500 Vcc de Niitsu à Murakami,
  - 20 000 V 50 Hz de Murakami à Akita.
- vitesse maximale : 120 km/h
- nombre de voies : 
  - double voie de Shibata à Kanazuka, de Nakajō à Hirabayashi, de Murakami à Majima, de Echigo-Hayakawa à Kuwagawa, d'Echigo-Kangawa à Gatsugi, de Fuya à Koiwagawa, d'Atsumi Onsen à Uzen-Ōyama, de Fujishima à Mototate, de Yuza à Fukura, de Konoura à Nikaho, de Nishime à Oriwatari et de Michikawa à Shimohama,
  - voie unique sur le reste de la ligne.

## Tracé

### Liste des gares

#### Section Niitsu - Murakami

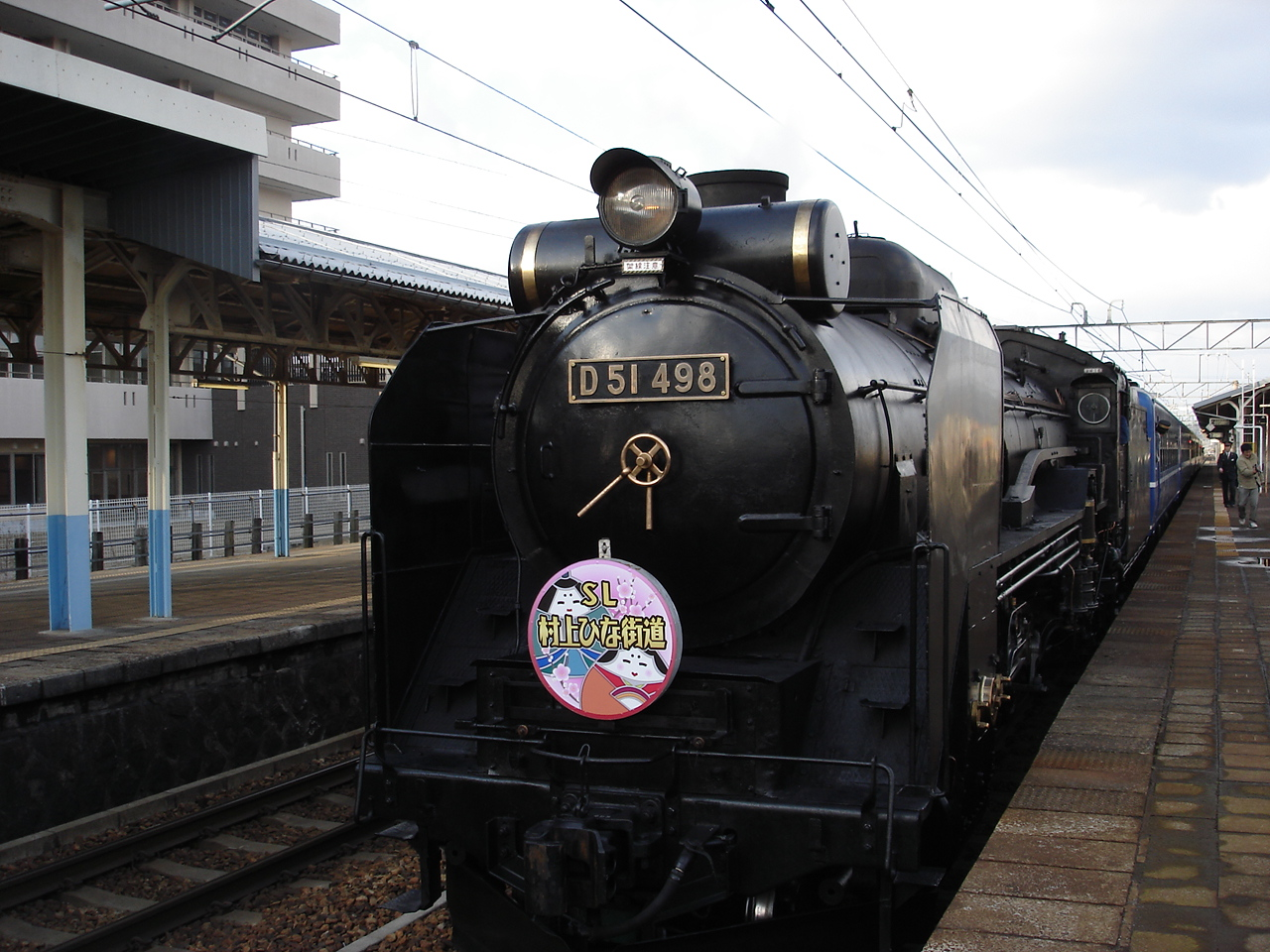
Locomotive à vapeur D51 à Shibata.

La section est électrifiée en 1 500 V continu.
| Gare             | Nom japonais | Distance depuis Niitsu (km) | Correspondances                     | Localisation | Localisation          |
| ---------------- | ------------ | --------------------------- | ----------------------------------- | ------------ | --------------------- |
| Niitsu           | 新津         | 0                           | JR East : Shin'etsu, Ban'etsu Ouest | Niigata      | Préfecture de Niigata |
| Kyōgase          | 京ヶ瀬       | 6,1                         |                                     | Agano        | Préfecture de Niigata |
| Suibara          | 水原         | 10,2                        |                                     | Agano        | Préfecture de Niigata |
| Kamiyama         | 神山         | 13,9                        |                                     | Agano        | Préfecture de Niigata |
| Tsukioka         | 月岡         | 17,8                        |                                     | Shibata      | Préfecture de Niigata |
| Nakaura          | 中浦         | 21,5                        |                                     | Shibata      | Préfecture de Niigata |
| Shibata          | 新発田       | 26,0                        | JR East : Hakushin (interconnexion) | Shibata      | Préfecture de Niigata |
| Kaji             | 加治         | 30,3                        |                                     | Shibata      | Préfecture de Niigata |
| Kanazuka         | 金塚         | 35,3                        |                                     | Shibata      | Préfecture de Niigata |
| Nakajō           | 中条         | 39,1                        |                                     | Tainai       | Préfecture de Niigata |
| Hirakida         | 平木田       | 44,7                        |                                     | Tainai       | Préfecture de Niigata |
| Sakamachi        | 坂町         | 48,0                        | JR East : Yonesaka (interconnexion) | Murakami     | Préfecture de Niigata |
| Hirabayashi (ja) | 平林         | 51,6                        |                                     | Murakami     | Préfecture de Niigata |
| Iwafunemachi     | 岩船町       | 55,2                        |                                     | Murakami     | Préfecture de Niigata |
| Murakami         | 村上         | 59,4                        |                                     | Murakami     | Préfecture de Niigata |

#### Section Murakami - Akita

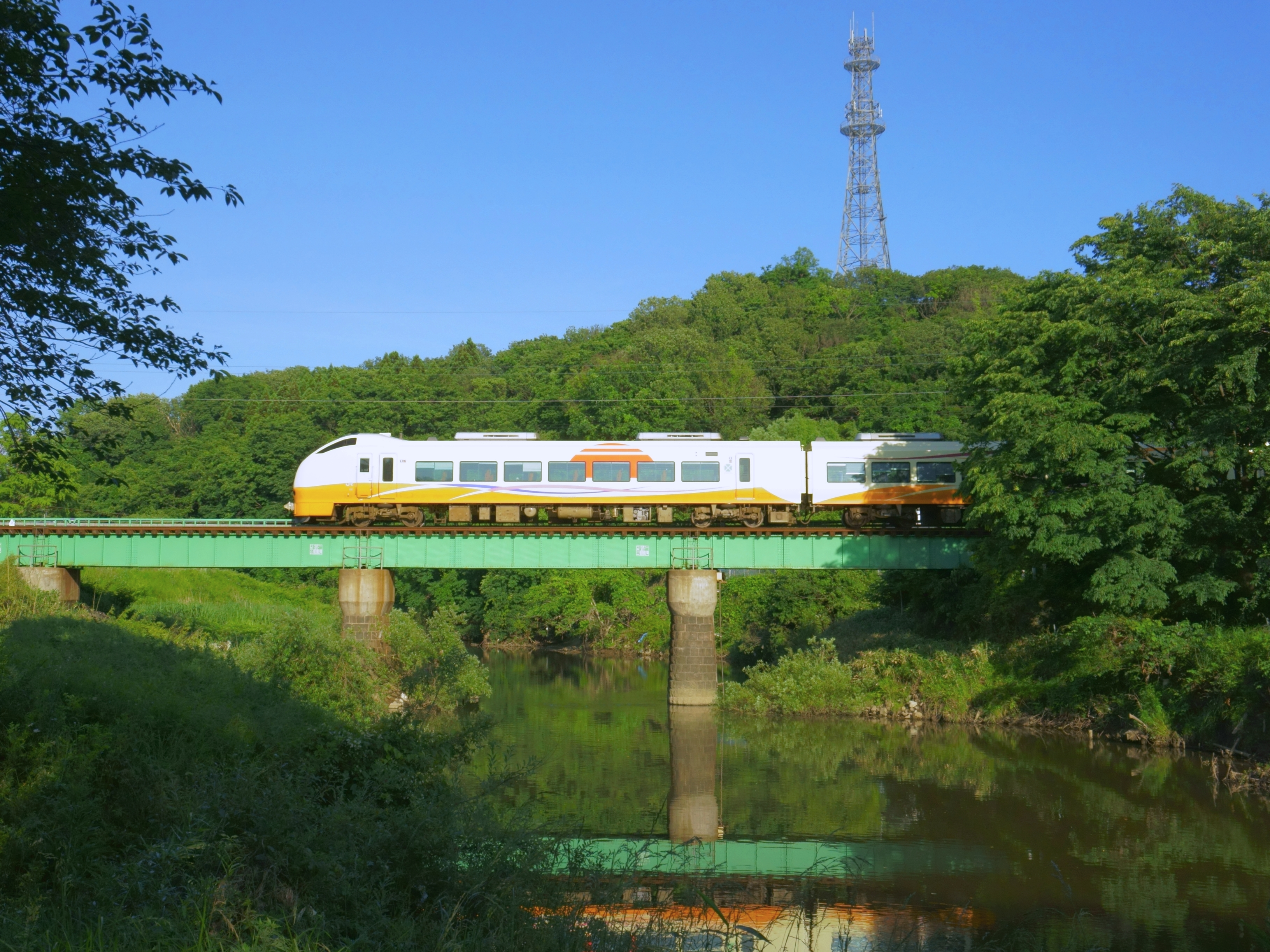
Auromotrice série E653 Inaho à Akita.

La section est électrifiée en 20 kV 50 Hz alternatif.
| Gare            | Nom japonais | Distance depuis Niitsu (km) | Correspondances                              | Localisation | Localisation           |
| --------------- | ------------ | --------------------------- | -------------------------------------------- | ------------ | ---------------------- |
| Murakami        | 村上         | 59,4                        |                                              | Murakami     | Préfecture de Niigata  |
| Majima          | 間島         | 66,5                        |                                              | Murakami     | Préfecture de Niigata  |
| Echigo-Hayakawa | 越後早川     | 71,4                        |                                              | Murakami     | Préfecture de Niigata  |
| Kuwagawa        | 桑川         | 78,3                        |                                              | Murakami     | Préfecture de Niigata  |
| Imagawa         | 今川         | 82,6                        |                                              | Murakami     | Préfecture de Niigata  |
| Echigo-Kangawa  | 越後寒川     | 87,5                        |                                              | Murakami     | Préfecture de Niigata  |
| Gatsugi         | 勝木         | 92,8                        |                                              | Murakami     | Préfecture de Niigata  |
| Fuya            | 府屋         | 95,9                        |                                              | Murakami     | Préfecture de Niigata  |
| Nezugaseki      | 鼠ヶ関       | 101,1                       |                                              | Tsuruoka     | Préfecture de Yamagata |
| Koiwagawa       | 小岩川       | 105,4                       |                                              | Tsuruoka     | Préfecture de Yamagata |
| Atsumi Onsen    | あつみ温泉   | 109,8                       |                                              | Tsuruoka     | Préfecture de Yamagata |
| Iragawa         | 五十川       | 115,7                       |                                              | Tsuruoka     | Préfecture de Yamagata |
| Kobato          | 小波渡       | 120,1                       |                                              | Tsuruoka     | Préfecture de Yamagata |
| Sanze           | 三瀬         | 123,2                       |                                              | Tsuruoka     | Préfecture de Yamagata |
| Uzen-Mizusawa   | 羽前水沢     | 128,9                       |                                              | Tsuruoka     | Préfecture de Yamagata |
| Uzen-Ōyama      | 羽前大山     | 133,4                       |                                              | Tsuruoka     | Préfecture de Yamagata |
| Tsuruoka        | 鶴岡         | 139,4                       |                                              | Tsuruoka     | Préfecture de Yamagata |
| Fujishima       | 藤島         | 146,0                       |                                              | Tsuruoka     | Préfecture de Yamagata |
| Nishibukuro     | 西袋         | 151,1                       |                                              | Shōnai       | Préfecture de Yamagata |
| Amarume         | 余目         | 154,7                       | JR East : Rikuu Ouest (interconnexion)       | Shōnai       | Préfecture de Yamagata |
| Kita-Amarume    | 北余目       | 157,4                       |                                              | Shōnai       | Préfecture de Yamagata |
| Sagoshi         | 砂越         | 160,4                       |                                              | Sakata       | Préfecture de Yamagata |
| Higashi-Sakata  | 東酒田       | 163,7                       |                                              | Sakata       | Préfecture de Yamagata |
| Sakata          | 酒田         | 166,9                       |                                              | Sakata       | Préfecture de Yamagata |
| Mototate        | 本楯         | 173,3                       |                                              | Sakata       | Préfecture de Yamagata |
| Minamichōkai    | 南鳥海       | 175,9                       |                                              | Sakata       | Préfecture de Yamagata |
| Yuza            | 遊佐         | 179,1                       |                                              | Yuza         | Préfecture de Yamagata |
| Fukura          | 吹浦         | 186,1                       |                                              | Yuza         | Préfecture de Yamagata |
| Mega            | 女鹿         | 189,7                       |                                              | Yuza         | Préfecture de Yamagata |
| Kosagawa        | 小砂川       | 194,8                       |                                              | Nikaho       | Préfecture d'Akita     |
| Kamihama        | 上浜         | 198,5                       |                                              | Nikaho       | Préfecture d'Akita     |
| Kisakata        | 象潟         | 203,4                       |                                              | Nikaho       | Préfecture d'Akita     |
| Konoura         | 金浦         | 209,2                       |                                              | Nikaho       | Préfecture d'Akita     |
| Nikaho          | 仁賀保       | 214,7                       |                                              | Nikaho       | Préfecture d'Akita     |
| Nishime         | 西目         | 223,1                       |                                              | Yurihonjō    | Préfecture d'Akita     |
| Ugo-Honjō       | 羽後本荘     | 228,9                       | Yuri Kōgen Railway : Chōkai Sanroku          | Yurihonjō    | Préfecture d'Akita     |
| Ugo-Iwaya       | 羽後岩谷     | 236,0                       |                                              | Yurihonjō    | Préfecture d'Akita     |
| Oriwatari       | 折渡         | 240,7                       |                                              | Yurihonjō    | Préfecture d'Akita     |
| Ugo-Kameda      | 羽後亀田     | 243,7                       |                                              | Yurihonjō    | Préfecture d'Akita     |
| Iwaki-Minato    | 岩城みなと   | 250,2                       |                                              | Yurihonjō    | Préfecture d'Akita     |
| Michikawa       | 道川         | 251,8                       |                                              | Yurihonjō    | Préfecture d'Akita     |
| Shimohama       | 下浜         | 258,4                       |                                              | Akita        | Préfecture d'Akita     |
| Katsurane       | 桂根         | 261,7                       |                                              | Akita        | Préfecture d'Akita     |
| Araya           | 新屋         | 265,7                       |                                              | Akita        | Préfecture d'Akita     |
| Ugo-Ushijima    | 羽後牛島     | 269,0                       |                                              | Akita        | Préfecture d'Akita     |
| Akita           | 秋田         | 271,7                       | JR East Shinkansen : Akita JR East : Ōu, Oga | Akita        | Préfecture d'Akita     |

## Matériel roulant

### En service

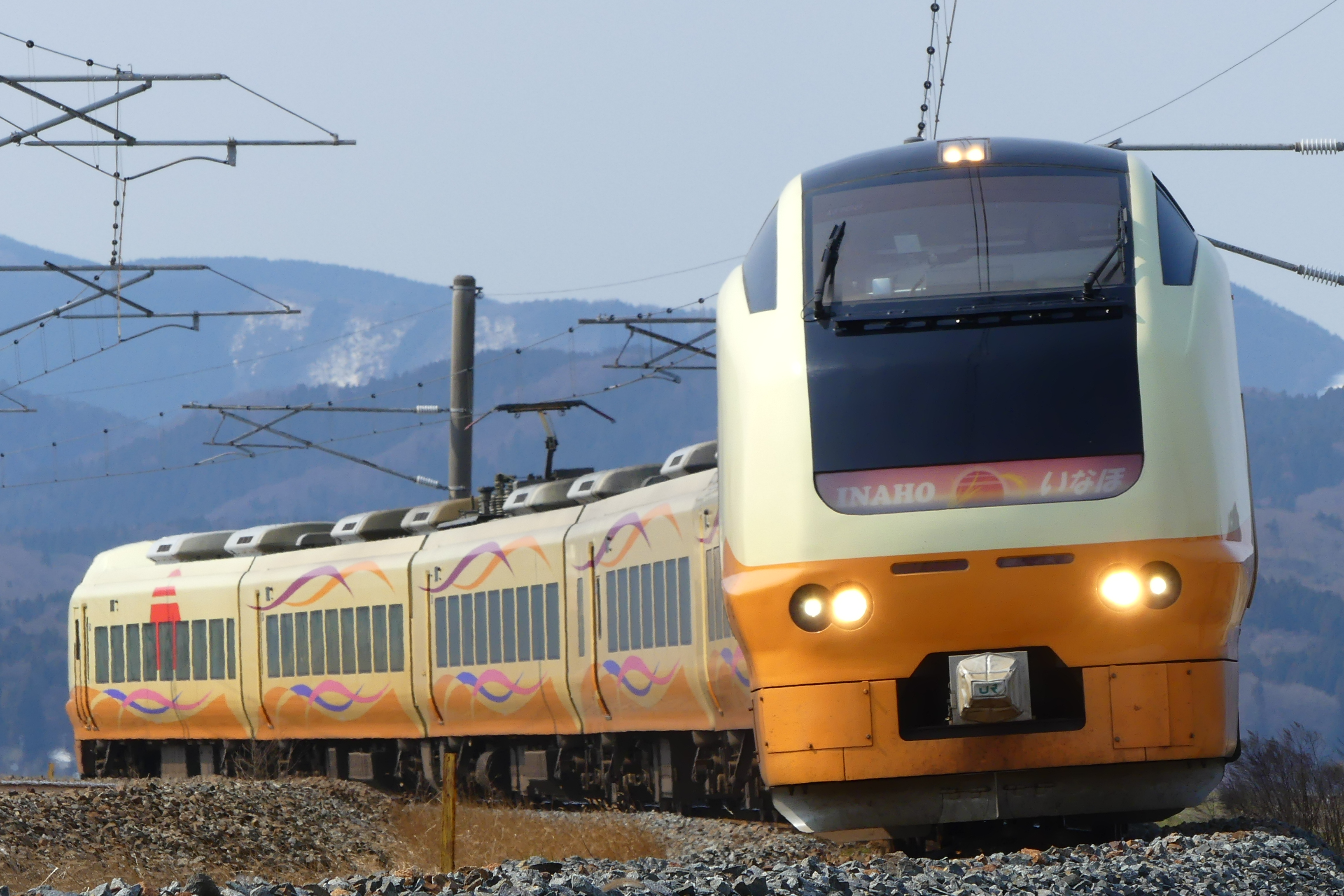
Série E653 (Services Inaho)
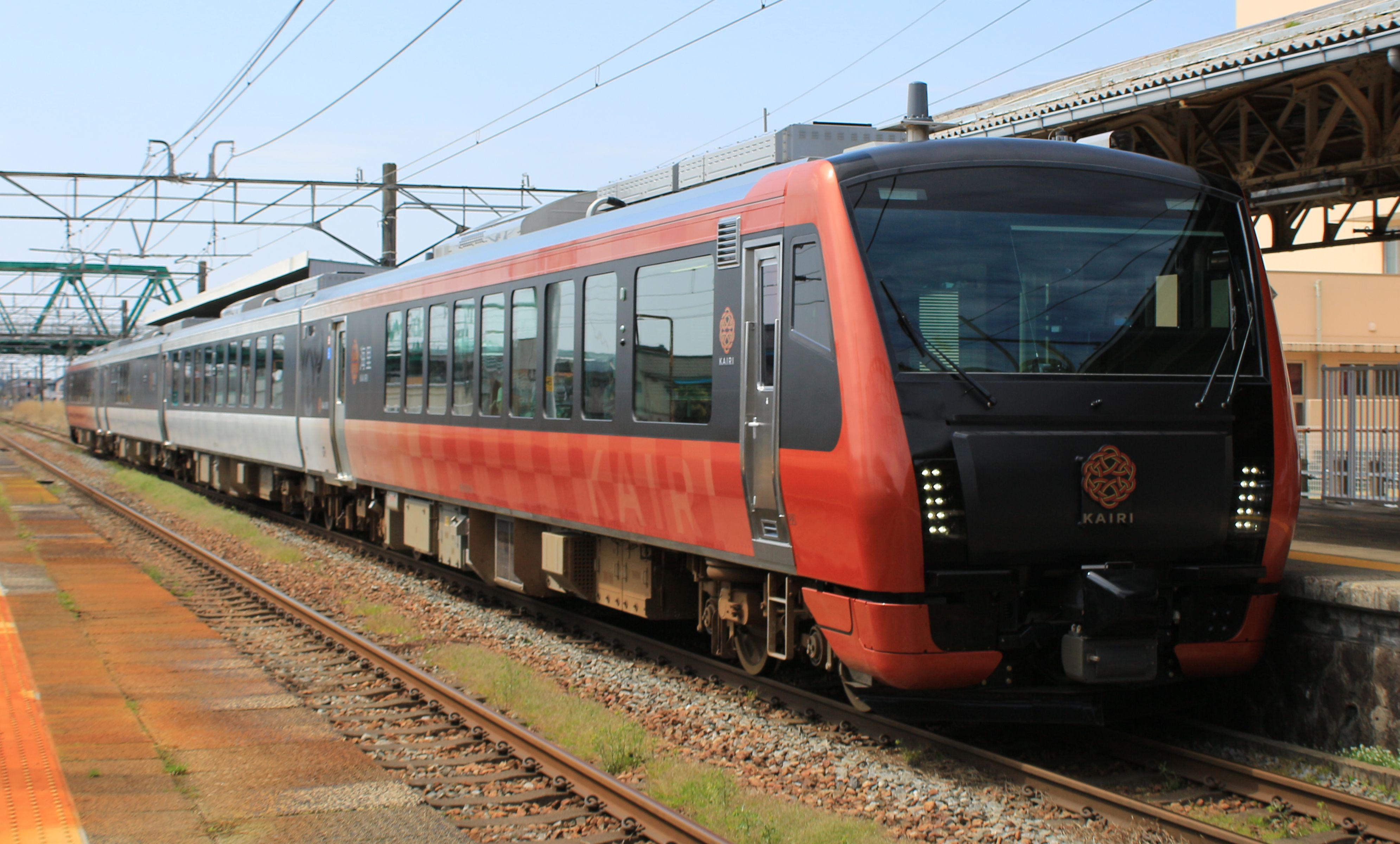
Série HB-E300 Kairi
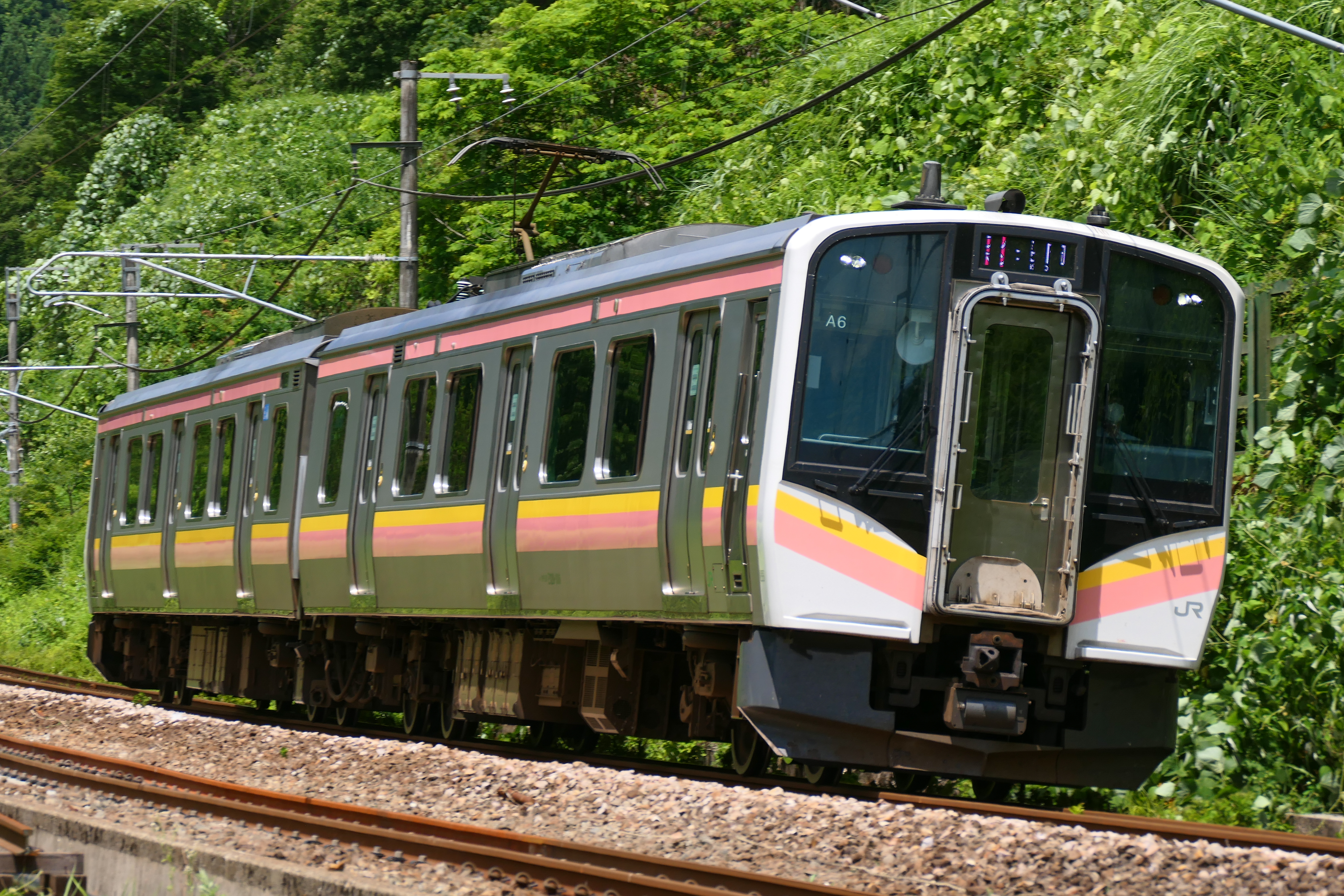
Série E129
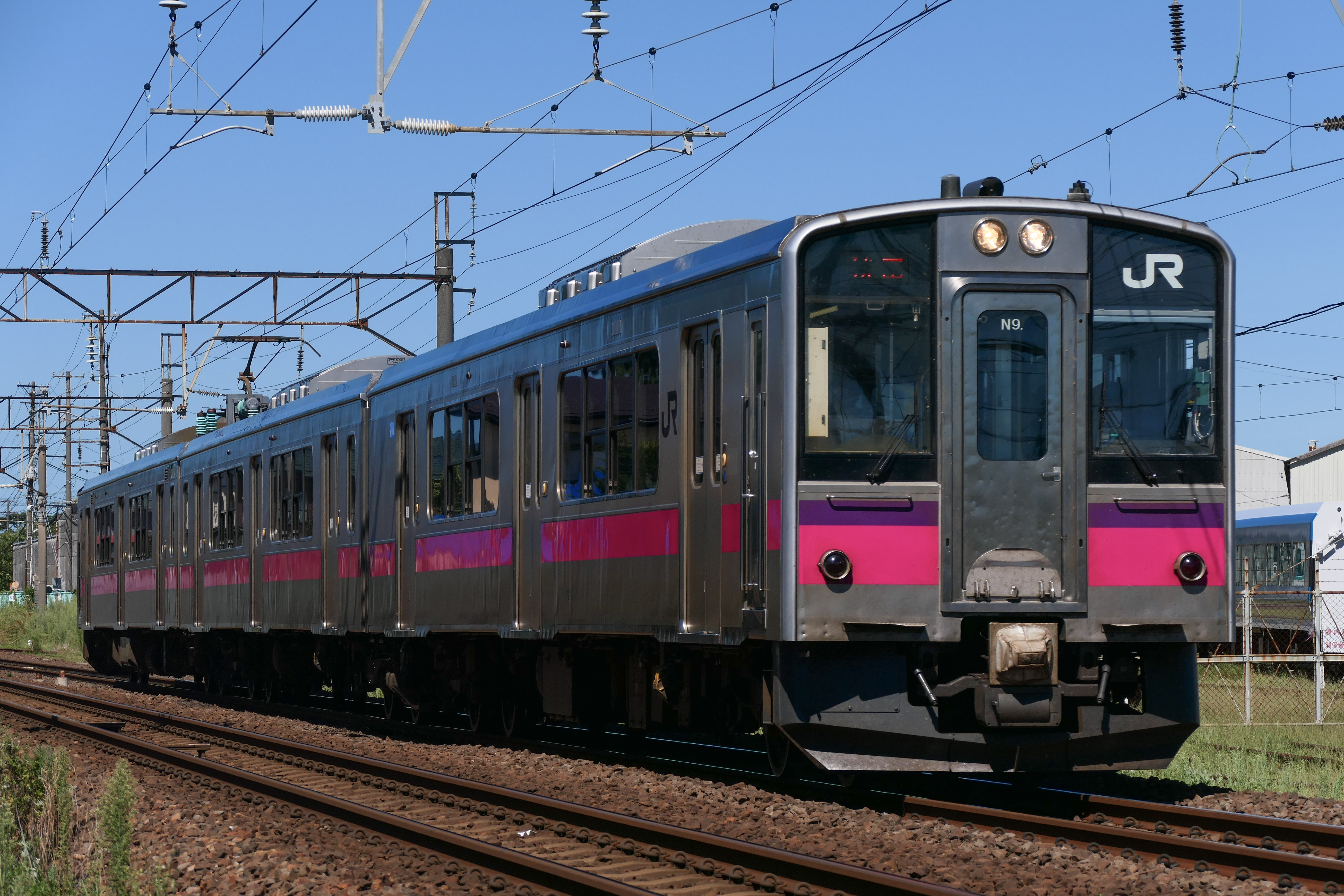
Série 701
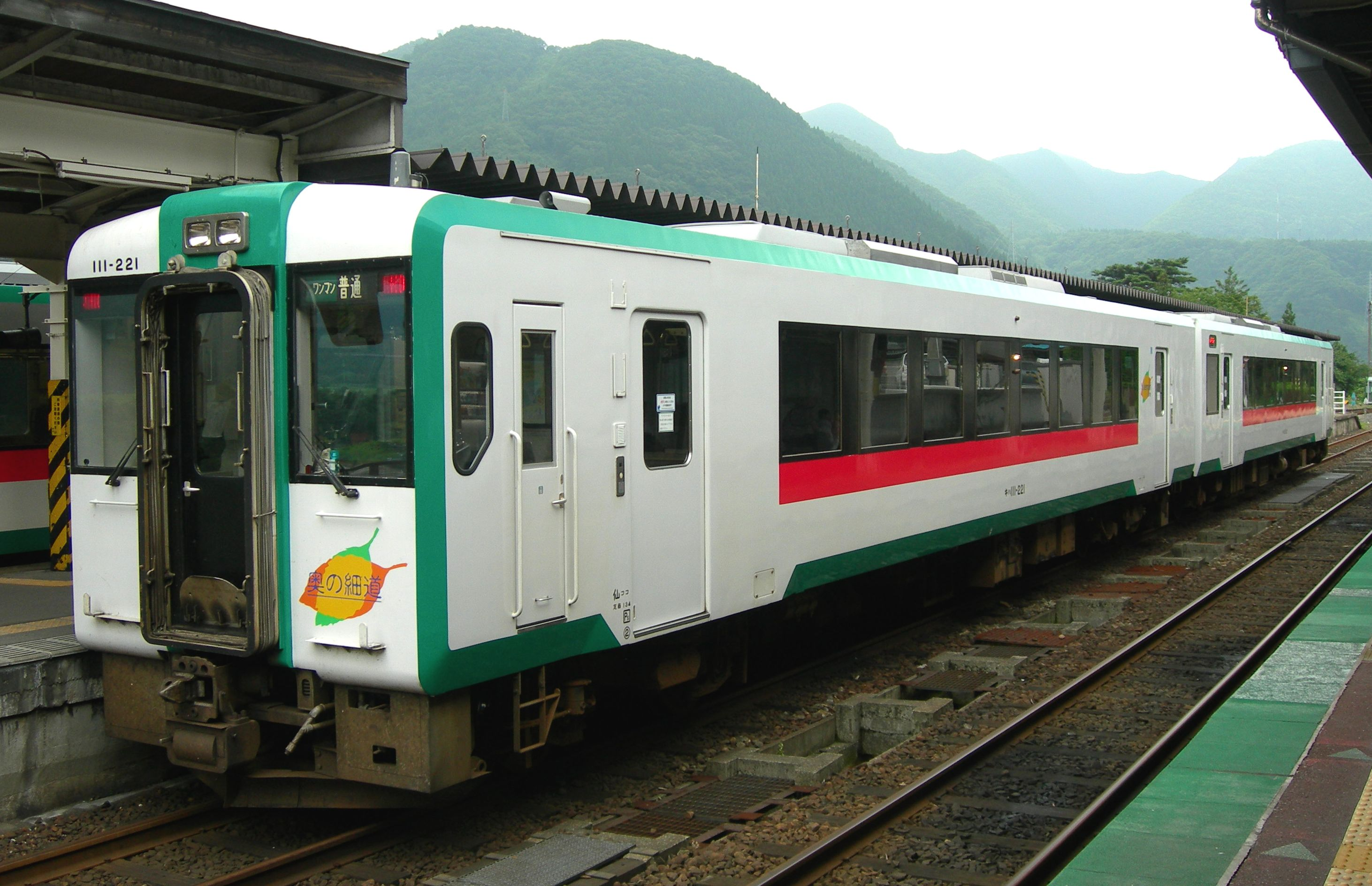
Série KiHa 110
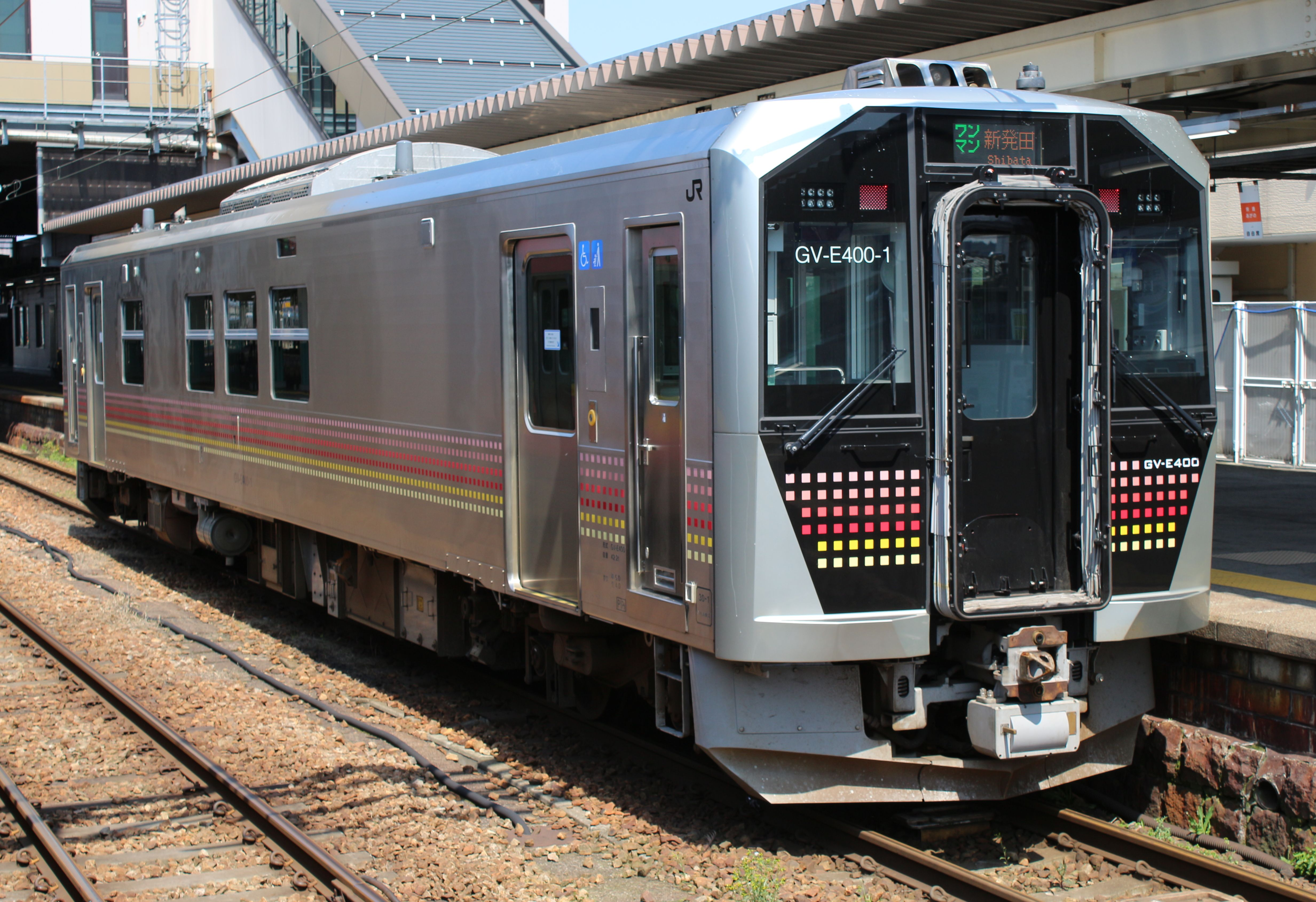
Série GV-E400

### Retirés du service
Liste non exhaustive :

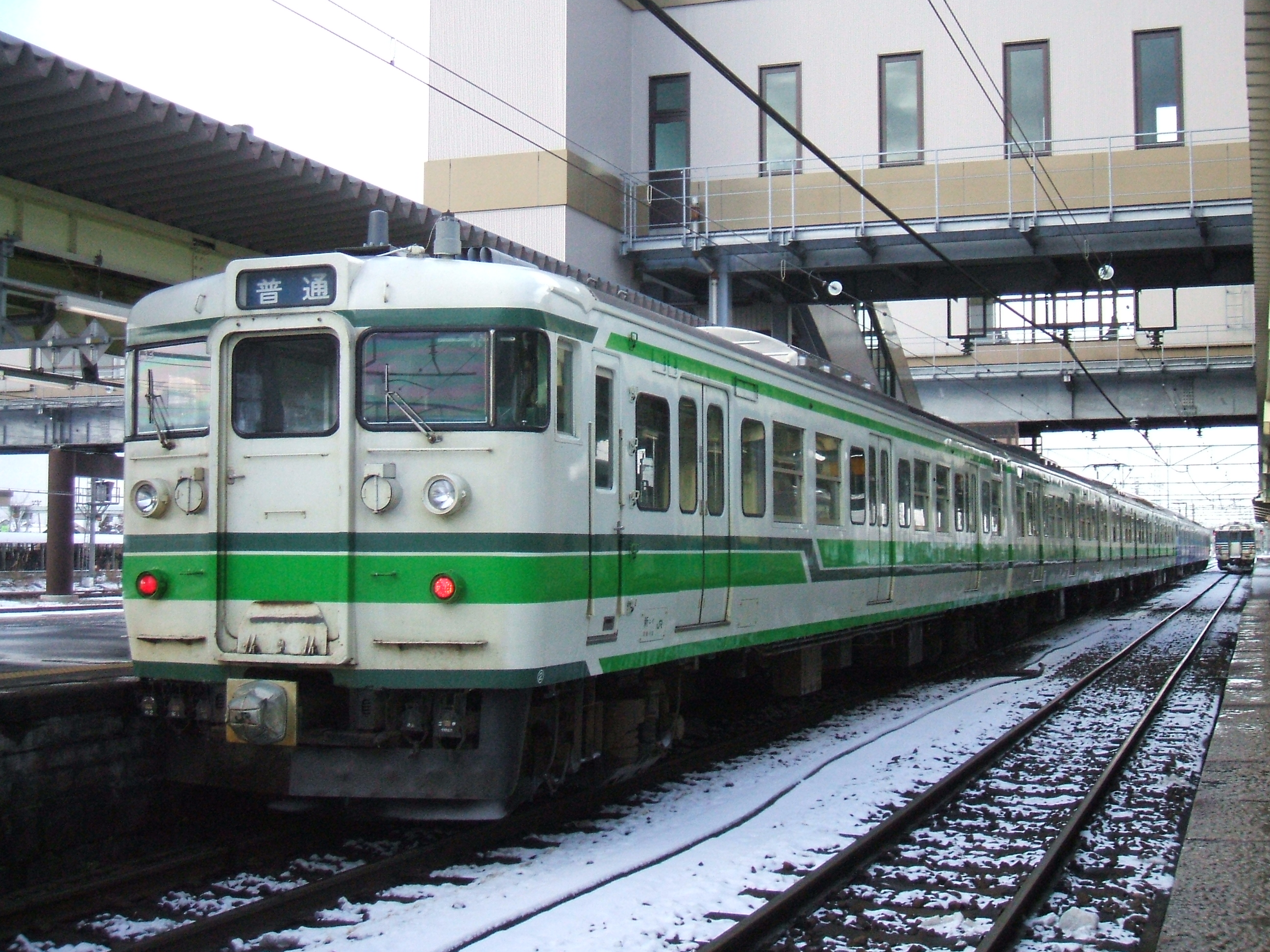
Série 115
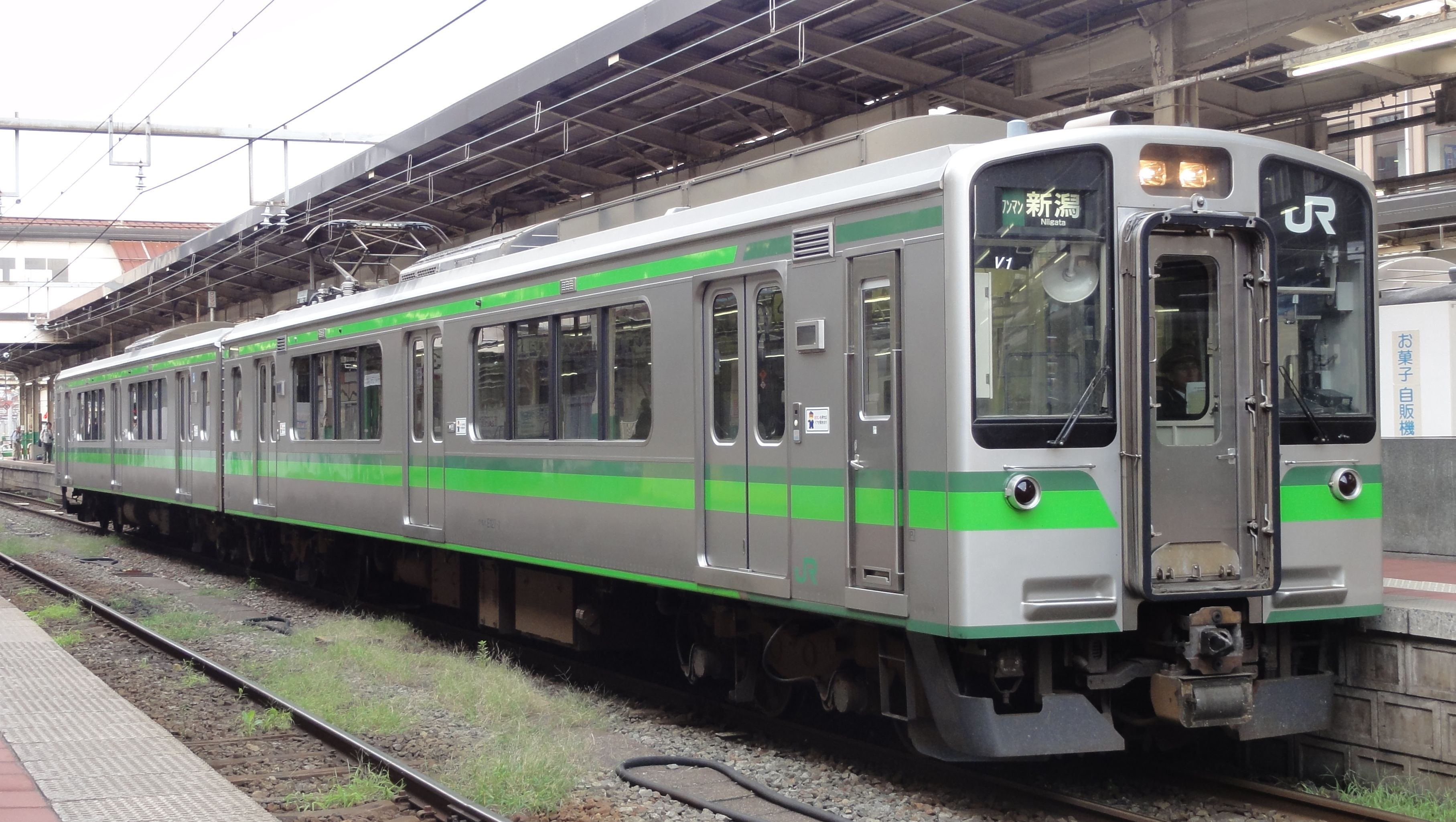
Série E127
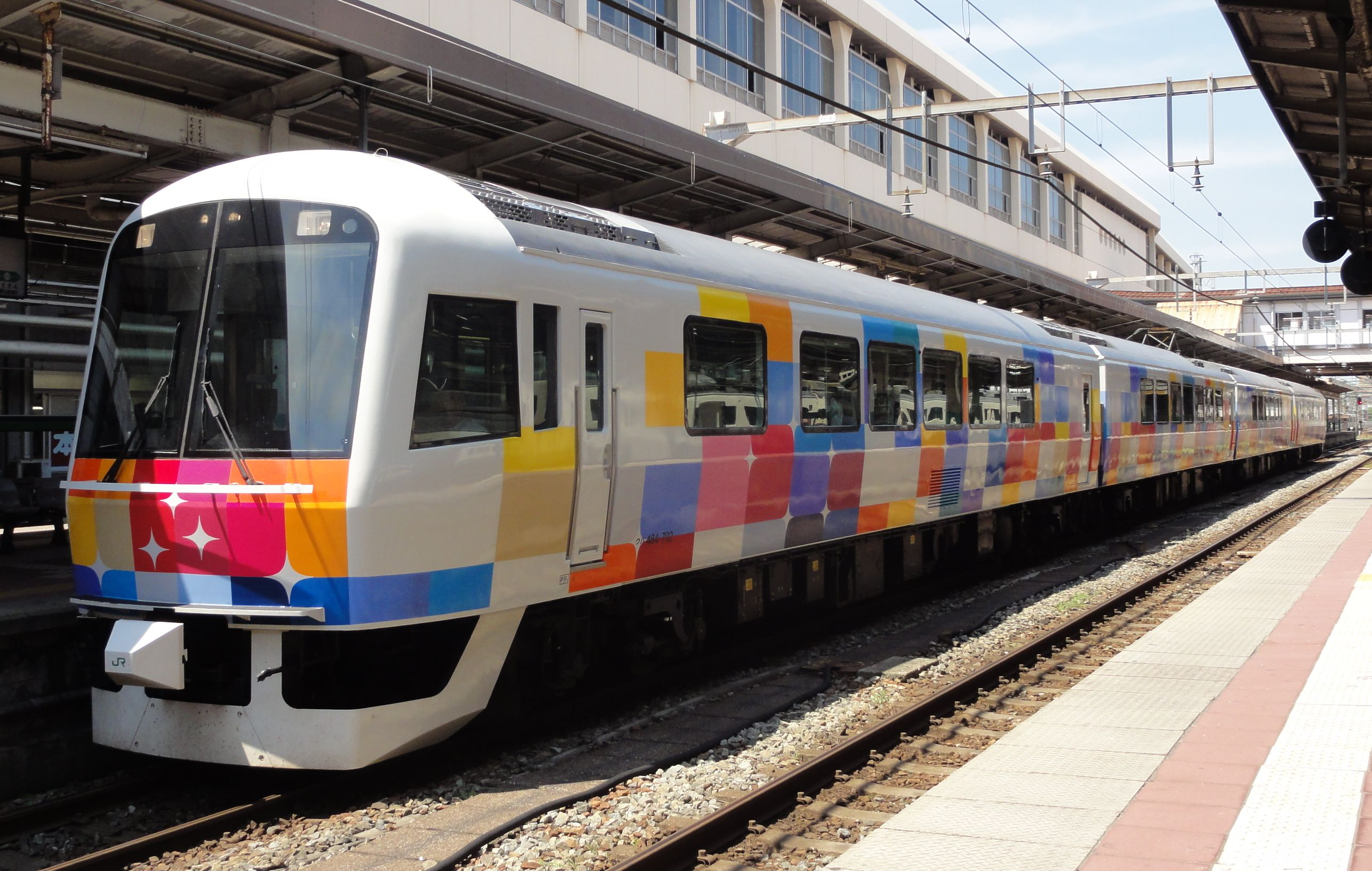
Série 485 Kirakira Uetsu
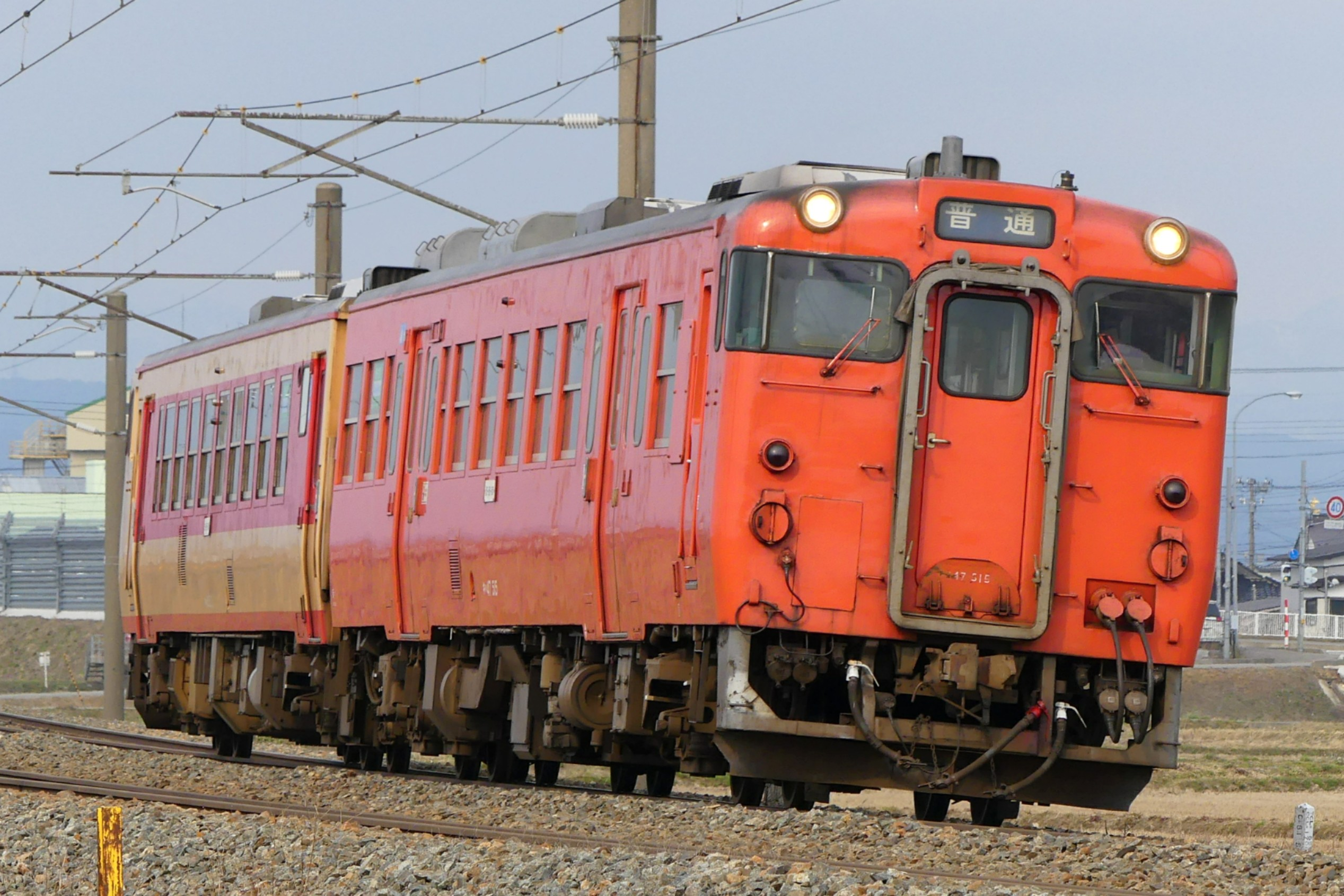
Série KiHa 40
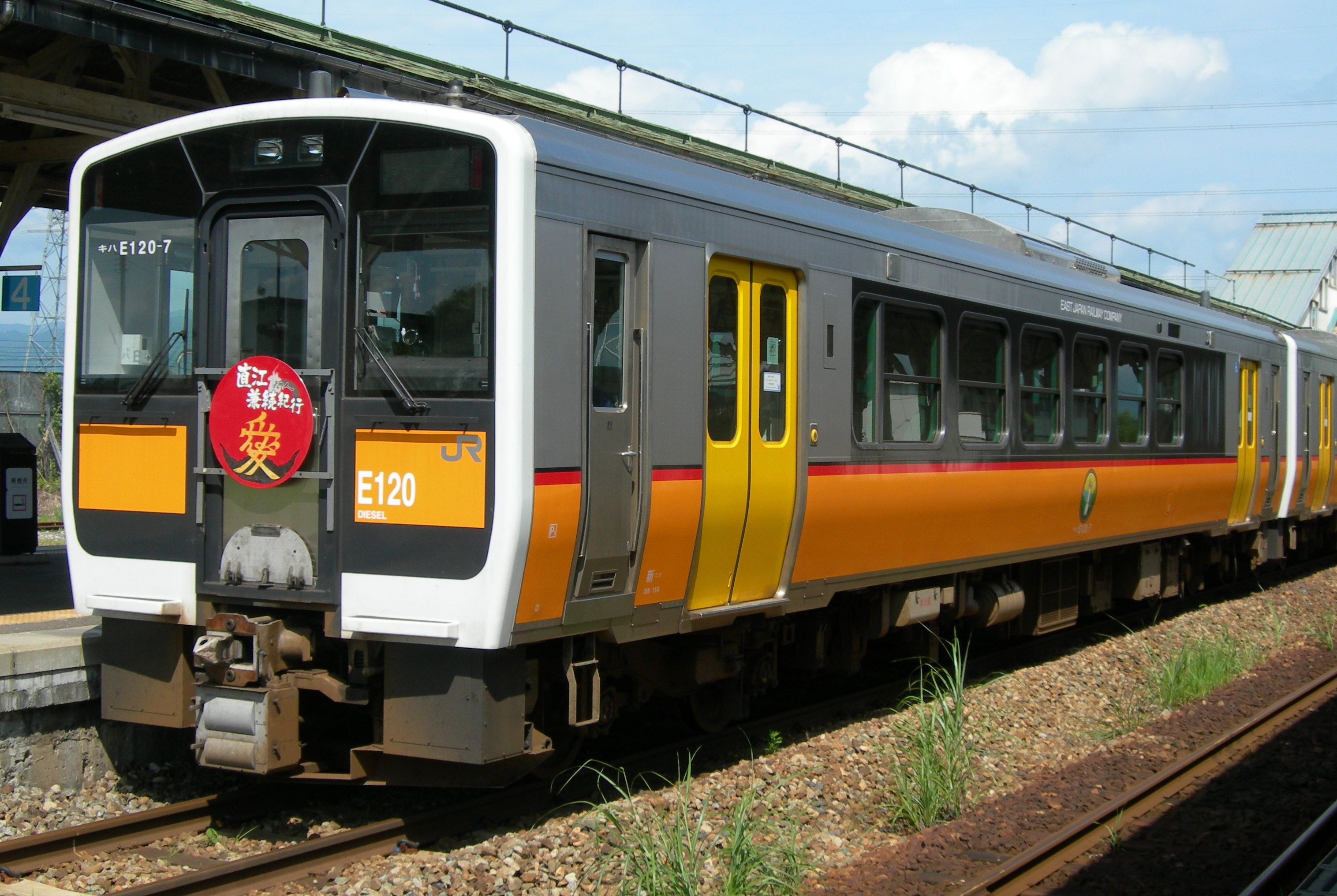
Série KiHa E120